# Turpial de Baltimore
El turpial de Baltimore (Icterus galbula) és una espècie d'ocell de la família dels ictèrids (Icteridae) que habita boscos, horts i sabanes, criant al sud del Canadà, des d'Alberta cap a l'est fins Nova Escòcia, i cap al sud, a través de l'est dels Estats Units fins a Texas, Carolina del Sud, Virgínia i Delaware. Passen l'hivern a Florida, Antilles, sud de Mèxic, Amèrica Central i zona limítrofa de Colòmbia.